# Oberkirn
Oberkirn es un municipio situado los en el distrito de Birkenfeld, en el estado federado de Renania-Palatinado (Alemania). Tiene una población estimada, a fines de 2021, de 316 habitantes.
Está ubicado en el centro-oeste del estado, a poca distancia de la frontera con el estado de Sarre y de la orilla del río Nahe, un afluente del Rin por la izquierda.